# Casellario politico centrale
Il casellario politico centrale era un ufficio della direzione generale della Pubblica sicurezza del Regno d'Italia che aveva il compito di curare il sistematico aggiornamento dell'anagrafe dei cosiddetti "sovversivi", ma anche degli oziosi e dei vagabondi (tra i quali, spesso, erano annoverati gli attori). 
Il "servizio dello schedario biografico degli affiliati ai partiti sovversivi maggiormente pericolosi nei rapporti dell'ordine e della Pubblica sicurezza" (istituito nel 1894 con le circolari della Direzione generale P.S. del 25 maggio 1894, n. 5116 e del 16 agosto 1894, n. 6329) continuò ad essere in funzione - anche dopo la nascita della Repubblica Italiana - fino alla fine degli anni sessanta del Novecento.

## Storia
L'istituzione del servizio fu una delle misure che lo Stato unitario assunse nell'ultimo decennio del XIX secolo di fronte all'affacciarsi sulla scena politica italiana delle prime organizzazioni a carattere nazionale del proletariato laico e cattolico. Nel primo dopoguerra, il Casellario politico centrale (detto in sigla, nel gergo di polizia, CPC) fu alimentato con schedature relative soprattutto ad anarchici, socialisti e comunisti. 
Durante il fascismo, infatti, il CPC fu ampliato e potenziato: «il 1922 fu, insieme al 1918, l’anno in cui venne aperto il minor numero di fascicoli (meno di 500); ma, a partire dal 1923, il numero avrebbe ricominciato a crescere, assestandosi intorno alle 1500 nuove schedature del 1923 e del 1924 e arrivando oltre le 3000 unità nel 1925 e oltre le 4000 nel 1926, ultimo anno prima della radicale riorganizzazione dello Schedario. Ciò che non toglie che il controllo delle opposizioni lasciava ancora molto a desiderare, al punto che la polizia non fu in grado di seguire in maniera adeguata uno degli oppositori più attivi, Antonio Gramsci. Con la nomina del prefetto Francesco Crispo Moncada qualcosa cominciò a muoversi, anche perché il discorso pronunciato alla Camera dei deputati il 3 gennaio 1925 da Mussolini chiamava gli apparati della polizia a una lotta più decisa e efficace contro le opposizioni, fino al loro completo annientamento. Con quel discorso, ha sottolineato Guido Melis, Mussolini rivendicò quella natura antidemocratica e antiparlamentare del fascismo che le leggi eccezionali del 1925-26 avrebbero tradotto in un primo abbozzo di regime. Le conseguenze furono immediate: i prefetti furono subito chiamati ad assumere iniziative di stampo repressivo, mentre (...) Federzoni presentò in Parlamento il disegno di legge che delegava al Governo la facoltà di emendare la legge di p.s.».
Dopo l'approvazione del Testo unico delle leggi di pubblica sicurezza e l'emanazione delle leggi fascistissime tra il 1925 e il 1926 (che attribuirono al servizio la sua denominazione) - e dopo la creazione dell'OVRA nel 1930 - il CPC fu organizzato come ufficio dipendente dalla Sezione I della Divisione affari generali e riservati e procedette al riordino di tutto il materiale esistente.
Nella Repubblica il casellario fu "utilizzato", fino al 1968 come strumento di monitoraggio costante dei soggetti considerati «eversivi». I fascicoli Cpc, infatti, venivano aggiornati ogni quattro mesi proprio con il fine di mantenere costante l'osservazione delle persone considerate pericolose; diversamente, i fascicoli della polizia politica, prima, e «Z», poi, venivano aggiornati solamente sulla scorta di eventuali nuove
emergenze". 
Versati all'Archivio centrale dello Stato dal ministero dell'Interno nel 2010, dal luglio 2011 sono consultabili i fascicoli del Casellario politico centrale fino al 1967.

## Caratteristiche
Scopo e utilità del servizio, stando alla sua circolare istitutiva, era quello di "mantenere alta l'attenzione delle Autorità di Pubblica Sicurezza sui maneggi dei rivoluzionari più pericolosi e di raccogliere presso la D.G. della PS, per averli sempre a portata di mano, tutti gli elementi relativi alla operosità ogni dì più intensa e varia di essi".
La mole dei fascicoli del CPC varia a seconda dell'importanza e dell'attività degli individui e anche della solerzia delle Prefetture. I documenti raccolti risalgono anche ad epoca anteriore alla istituzione del servizio, ma raramente sono precedenti il 1880.
Fino al 1922 le persone schedate furono circa quarantamila, in maggioranza socialisti (tra questi, anche il giovane Benito Mussolini), anarchici o repubblicani e, dal 1921, comunisti. In epoca fascista furono schedate oltre centodiecimila persone.
Gli schedati nel casellario politico centrale di cui esiste un fascicolo nell'Archivio centrale dello stato sono 152.589, di cui 147.584 riferiti ad uomini e 5.005 riferiti a donne; rispetto al colore politico:
- 43.529 ai comunisti
- 35.848 agli antifascisti
- 35.446 ai socialisti
- 26.549 agli anarchici
- 5.262	ai repubblicani
- 5.955 agli altri